# John Esposito (Musiker)
John Esposito (* 4. März 1953 in Brooklyn, New York City) ist ein US-amerikanischer Jazzpianist, Komponist, Arrangeur und Musikproduzent. Er spielt auch Schlagzeug.

## Leben und Wirken
John Esposito wuchs im Hudson Valley auf; sein Großvater war kurzzeitig Violinist und Holzbläser bei Paul Whiteman. Als Jugendlicher spielte er in Bluesbands und studierte an der State University of New York in Albany Komposition; in sein Schaffen dieser Zeit integrierte er Einflüsse von John Cage, Robert Ashley, Frederic Rzewski und Elliott Carter. Schließlich wandte er sich der Improvisation und dem Jazzpiano zu; nach dem College spielte er als Hauspianist im Gemini Jazz Café in Albany u. a. mit J. R. Monterose und Nick Brignola. 1980 zog er nach New York City, wo er fünf Jahre im Quartett des Saxophonisten Arthur Rhames arbeitete. 1985 gründete er sein eigenes Quintett Second Sight, in dem  u. a. Dave Douglas spielte; 1986 erschien das Album Flying with the Comet mit Eigenkompositionen Espositos. Außerdem wirkte er bei Aufnahmen von Rashied Ali, Dave Douglas, Franklin Kiermyer, Dave Holland, Eric Person (More Tales to Tell, 1995), Arthur Rhames (Live At Soundscape), Sam Rivers, Pharoah Sanders und John Stubblefield mit.
Ab den 1990er-Jahren lehrte er am Bard College Jazzpiano, Schlagzeug, Repertoire, Komposition und Harmonielehre. 2006 gründete Esposito sein Plattenlabel SunJump, auf der Musik seiner eigenen Bandprojekte und Aufnahmen anderer Musiker wie Mitch Kessler, Sangeeta Michael Berardi sowie bislang unveröffentlichte Sessions von Arthur Rhames erschienen. Er arbeitete mit einem Quintett aus Eric Person (Saxophone), Greg Glassman (Trompete), Kenny Davis (Bass) und Pete O’Brien (Schlagzeug) sowie einem Trio aus Ira Coleman (Bass) und Pete O’Brien, mit denen er eine Reihe von Aufnahmen vorlegte.

## Diskographische Hinweise
- Tiger Tracks (1987)
- The Blue People (SunJump, 2006)
- Down Blue Marlin Road (SunJump, 2006)
- Inyo (SunJump, 2008)
- Orisha (SunJump, 2010)
- Blues For Outlaw Heart (SunJump, 20124)